# Carigrad
Carigrad (turško İstanbul), v zgodovini poznan tudi kot Bizanc in Konstantinopel oziroma Novi Rim, je največje mesto v Republiki Turčiji in pomembno kulturno, gospodarsko ter finančno središče.
Carigrajska mestna občina je imela decembra 2010 13,26 milijona prebivalcev, kar je pomenilo 18% celotnega turškega prebivalstva. Mesto v administrativnih mejah je imelo po štetju leta 2000 8,8 milijona prebivalcev. Pokriva 39 okrožij Istanbulske pokrajine. Če se k mestu prišteje tudi njegov azijski del, je največja mestna občina v Evropi in edina svetovna metropola, ki leži na dveh kontinentih.
Leži ob Bosporski ožini in ga obdaja naravno pristanišče Zlati rog. V svoji dolgi zgodovini je bil prestolnica Rimskega cesarstva (330–395), Vzhodnega rimskega ali Bizantinskega cesarstva (395–1204 in 1261–1453), Latinskega cesarstva (1204-1261) in Osmanskega cesarstva (1453-1922). Po razglasitvi Turške republike 29. oktobra 1923 je prestolnica države postala Ankara, v kateri je bil med turško vojno za neodvisnost sedež turškega nacionalnega gibanja.
Carigrad je bil leto 2010 evropska prestolnica kulture, leta 2012 pa svetovna prestolnica športa. Zgodovinsko središče mesta je leta 1985 postalo del Unescove svetovne dediščine.

## Toponomija
Prvo znano naselje na ozemlju sedanjega Carigrada se je imenovalo Bizanc (grško Βυζάντιον, [Bizántion]). Ustanovili so ga dorski priseljenci iz Megare okoli leta 660 pr. n. št. in ga imenovali po svojem kralju Bizasu.
Ko je Konstantin I. Veliki leta 330 mesto razglasil za novo prestolnico Vzhodnega rimskega cesarstva, je mesto postalo znano kot Konstantinopel (grško Κωνσταντινούπολις-Kōnstantinoúpolis), se pravi Konstantinovo mesto, čeprav se je uradno imenovalo Nea Roma (Novi Rim), vendar se to ime nikoli ni prijelo. Mesto je to ime obdržalo skozi celo bizantinsko obdobje in se je na Zahodu uporabljalo vse do ustanovitve Republike Turčije.
Do 19. stoletja je imelo mesto več imen, ki so jih uporabljali tujci ali Turki. Evropejci so z imenom Konstantinopel označevali mesto kot celoto, obzidani polotok med Zlatim rogom in Marmarskim morjem pa, tako kot Turki, Stambol ali Stambul. Področje med Zlatim rogom in Bosporjem so imenovali Pera, medtem ko so ga Turki imenovali Beyoğlu, kot ga imenujejo še danes.
Ko je Republika Turčija 28. marca 1930 sprejela zakon o poštni službi, so turške oblasti od tujcev uradno zahtevale, da v svojih jezikih privzamejo enotno ime İstanbul, ki je nastalo že v 10. stoletju.
Etimološko je ime İstanbul nastalo iz srednjeveške grške fraze εἰς τὴν Πόλιν [is tim 'bolin] ali, v egejskem narečju, εἰς τὰν Πόλιν [is tam 'bolin] (grško εις την πολιν, sodobno grško στην Πόλη [stim 'boli]), ki pomeni v mestu ali v mesto. V sodobni turščini se ime piše z začetnico İ s piko, da se razlikuje od polglasnika I. Carigrad se, tako kot Rim, imenuje tudi Mesto na sedmih gričih, ker naj bi bil tako zgrajen najstarejši del mesta. Na vseh gričih so bile zgrajene mošeje.

## Zgodovina

### Prve naselbine
Med gradnjo predora Marmaray, ki se je začela leta 2004, so pod Yenikapı na polotoku odkrili neolitsko naselje iz 7. tisočletja pr. n. št., ko Bospor sploh še ni nastal. Odkritja so pokazala, da je bil polotok naseljen mnogo prej, kot so sprva predvidevali. Tračanska plemena so med 13. in 11. stoletjem pr. n. št. v bližini palače Topkapı ustanovila dve naselji – Ligos in Semistra. Na azijski strani Bosporja so v Fikirtepeju (sedanji Kadıköy) odkrili ostanke iz bakrene dobe. Na isti lokaciji sta bila tudi feničanska trgovska postaja z začetka 1. tisočletja pr. n. št. in mesto Halkedon, ki so ga ustanovili grški priseljenci iz Megare leta 685 pr. n. št..
Zgodovina Carigrada se po sprejeti razlagi začne okoli leta 660 pr. n. št., ko so priseljenci iz Megare pod vodstvom kralja Bizasa na evropski strani Bosporja ustanovili Bizantion – Bizanc in do konca stoletja na področju Ligosa in Semistre zgradili akropolo. Mesto je za nekaj časa prišlo pod perzijsko oblast, v 5. stoletju pa so ga v grško-perzijskih vojnah ponovno osvojili Grki. Bizanc se je nato vključil v Atiško-delsko pomorsko zvezo, dokler ni leta 355 pr. n. št. postal samostojen. Mesto je dolgo časa uživalo zaščito Rimske republike in leta 73 postalo del Rimskega cesarstva.
Odločitev Bizantincev, da stopijo na stran uzurpatorja Prescenija Nigra proti rimskemu cesarju Septimiju Severu, je mesto drago stala: ko se je mesto po dveletnem obleganju konec leta 195 vdalo, je bilo popolnoma opustošeno. Pet let kasneje je Sever začel mesto obnavljati tako, da je po nekaterih poročilih, preseglo svoj prejšnji sijaj.

### Vzpon in propad Konstantinopla
Ko je Konstantin I. septembra 324 v bitki pri Hrizopolisu porazil cesarja Licinija, je postal cesar celega Rimskega cesarstva. Samo dva meseca kasneje je razkril načrte, da bo na območju Bizanca zgradil novo, krščansko mesto, ki bo zamenjalo staro vzhodno prestolnico Nikomedijo. Mesto je uradno imenoval Nea Roma (Novi Rim), neuradno pa so ga imenovali kar Konstantinopel – Konstantinovo mesto. Ime se je ohranilo vse do leta 1930, ko so ga uradno preimenovali v Istanbul (slovensko Carigrad). Šest let kasneje, 11. maja 330, so Konstantinopel razglasili za prestolnico cesarstva, ki je kasneje postalo znano kot Bizantinsko ali Vzhodno rimsko cesarstvo.
Ustanovitev Konstantinopla je bil eden od največjih Konstantinovih dosežkov, ki je prestavil središče rimske moči proti vzhodu. Mesto je postalo središče grške kulture in krščanstva, v katerem so zgradili številne javne stavbe in cerkve, med njimi tudi Hagio Sofio (Sveta modrost), ki je bila tisoč let največja stolnica na svetu. V mestu se je razvil Ekumenski konstantinopelski patriarhat, katerega vodja je še vedno ena od najvplivnejših osebnosti Grške pravoslavne cerkve. Konstantinopel je s svojim strateškim položajem in mogočnim obzidjem dolga stoletja branil Evropo pred osvajalci z vzhoda in prodorom islama. V skoraj celem srednjem veku in delu bizantinskega obdobja je bil največje in najbogatejše mesto na evropski celini, v nekaj vmesnih obdobjih pa tudi na celem svetu.
Po četrti križarski vojni leta 1204 so ga oplenili in opustošili in njegova moč je začela upadati. Mesto je postalo prestolnica Latinskega cesarstva, ki so ga ustanovili katoliški križarji kot zameno za prejšnje pravoslavno Bizantinsko cesarstvo. Cesarstvo je bilo razdrobljeno na več majhnih državic in je že leta 1261 propadlo ter se vrnilo pod oslabljeno bizantinsko oblast. Cerkve, obrambni sistem in osnovne mestne službe so razpadli. Število prebivalcev se je s skoraj pol milijona v 9. stoletju zmanjšalo na komaj 40.000.
Gospodarski in vojaški ukrepi cesarja Andronika II., na primer zmanjšanje obsega vseh oboroženih sil, so cesarstvo oslabili in ga naredili ranljivega za napade od zunaj. Sredi 14. stoletja je začelo Osmansko cesarstvo na Balkanskem polotoku postopoma osvajati manjša mesta in naselja ter Konstantinopel sčasoma odrezalo od zaledja. 29. maja 1453 je mesto po osmih tednih oblaganja zavzel osmanski sultan Mehmed II. Osvajalec. Cesar Konstantin XI. je bil med obleganjem ubit, Mehmed pa je Konstantinopel razglasil za novo prestolnico Osmanskega cesarstva. Nekaj ur kasneje je baziliko Hagijo Sofijo razglasil za cesarsko mošejo.

### Osmansko in turško obdobje
Po padcu Konstantinopla je Mehmed II. takoj začel oživljati mesto. Najprej je iz njega izselil vse krščansko prebivalstvo in v mestu pustil samo Jude iz njihovo četrt Balat, potem pa je začel vanj vabiti in nasilno priseljevati muslimane, Jude in kristjane iz Anatolije ter Rumelije. V mestu je tako nastala svetovljanska družba, ki se je obdržala večino osmanskega obdobja. Do konca 15. stoletja se je število prebivalcev povečalo na dvesto tisoč in tako postalo drugo največje mesto v Evropi. Mehmed II. je obnovil tudi mestno infrastrukturo in začel graditi Veliki bazar ter palačo Topkapı, ki je naslednjih štiristo let služila kot rezidenca osmanskih sultanov.
Osmani so Konstantinopel hitro pretvorili iz trdnjave krščanstva v simbol islamske kulture. Iz verskih skladov so začeli graditi cesarske mošeje, katerim so bile pogosto priključene šole, bolnišnice in javna kopališča. Posebno velike umetniške in arhitekturne dosežke so ustvarili v obdobju Sulejmana Veličastnega (1520-1566). Njegov glavni arhitekt Mimar Sinan je zgradil mošejo Sulejmanijo in druge velike mestne stavbe. Cvetela je tudi osmanska umetnost oblikovanja keramike, kaligrafija in miniaturno slikarstvo. Do konca 18. stoletja je število prebivalcev naraslo na 570.000.
Obdobje uporov na začetku 19. stoletja je pripeljalo na prestol naprednega sultana Mahmuda II. in se končalo s tanzimatskim obdobjem, v katerem so cesarstvo reformirali po zahodnoevropskih standardih. Zgradili so mostove čez Zlati rog in v 1880-ih mesto povezali z evropskim železniškim omrežjem. Leta 1875 so odprli Tünel, eno od najstarejših podzemnih železnic na svetu in druge sodobne objekte. V naslednjih desetletjih so zgradili tudi vodovodno, električno, telefonsko in tramvajsko omrežje in z nekaj zamude Carigrad pretvorili v evropsko mesto.
Veliki napori za modernizacijo države niso mogli preprečiti propadanja osmanskega režima. Na začetku 20. stoletja je država doživela mladoturško revolucijo, ki je odstavila sultana Abdula Hamida II., njej pa je sledil niz vojn, ki so prizadele tudi prestolnico. Zadnja med njimi je bila prva svetovna vojna, po kateri so Britanci, Francozi in Italijani okupirali mesto. Zadnjega osmanskega sultana Mehmeda VI. so novembra 1922 izgnali. Naslednje leto se je okupacija končala s podpisom Lozanske mirovne pogodbe in priznanjem Republike Turčije. Republiko je razglasil Mustafa Kemal Atatürk 29. oktobra 1923.
24. aprila 1915 so na ukaz osmanskih oblasti v mestu aretirali stotine armenskih voditeljev in jih po sprejetju Zakona o deportaciji (turško Tehcir Kanunu) 29. maja 1915 deportirali. Od takrat dalje je osmanska armada začela izganjati Armence iz njihovih domov in jih prisilila na stotine kilometrov dolg pohod brez hrane in vode v puščavo na ozemlju sedanje Sirije. Tem dogodkom je sledilo množično preganjanje Armencev, ki je povzročilo smrt milijon do milijon in pol ljudi in postalo znano kot armenski genocid.

## Geografija
Carigrad leži v severozahodni Turčiji v regiji Marmara in obsega 5343 km2. Bosporska ožina, ki povezuje Črno morje na severu in Marmarsko morje na jugu, deli mesto na evropski del, v katerem je zgodovinsko in gospodarsko središče mesta in azijski (anatolski) del. V evropski del mesta se zajeda globok in ozek morski zaliv Zlati rog severno od polotoka, na katerem sta bila nekdanja Bizanc in Konstantinopel. V poznem 19. stoletju so obalo v Galati na vhodu v zaliv utrdili in zgradili pomol, ki je zamenjal nekoč peščeno obalo.
Zgodovinski Carigrad - Konstantinopel na polotoku med Marmarskim morjem in Zlatim rogom naj bi bil zgrajen na sedmih gričih, na katerih so bile cesarske mošeje, in obdan z 22 km dolgim obzidjem. Najvišji grič je Sarayburnu, na katerem je palača Topkapi. Na griču na nasprotni strani Zlatega roga je mestna četrt Beyoğlu, nakdanja Galata. Hiše v Galati so bile zaradi strmega pobočja zgrajene na podzidanih terasah, katerih ostanki so ponekod v starem delu mesta še vidni. Ceste so bile stopničaste. Tudi Üsküdar, nekdanji Halkedon, v azijskem delu mesta je zgrajen na podobnem gričevnatem terenu, ki se spušča proti obali Bosporja, vendar so pobočja bolj strma. Najvišja točka Carigrada je hrib Çamlıca v azijskem delu mesta, ki je visok 288 m.
Carigrad leži blizu severne anatolske prelomnice, na kateri se stikata afriška in evrazijska tektonska plošča. Prelomnica, ki teče od severne Anatolije proti Marmarskemu morju, je vzrok za številne potrese in človeške žrtve v zgodovini mesta. Eden od najbolj uničujočih je bil potres leta 1509, ki je povzročil cunami, ki je pljusknil preko mestnega obzidja. Ubil je več kot 10.000 prebivalcev in uničil več kot sto mošej. Leta 1999 je bil potres z epicentrom v bližnjem İzmitu, ki je v mestu in okolici zahteval 17.000 žrtev. Prebivalci Carigrada se zavedajo, da bi podoben potres v prihodnosti zahteval še več žrtev, ker mnoge, tudi sodobne stavbe, niso ustrezno zgrajene. Seizmologi trdijo, da je verjetnost, da bo do leta 2030 v Carigradu potres z magnitudo 7,6, večja od 60 odstotkov.

### Podnebje
Podnebje v Carigradu je na meji med vlažnim subtropskim podnebjem in sredozemskim podnebjem s toplimi poletji in vplivom oceanskega podnebja.
Po Köppenovi klasifikaciji podnebij, v kateri je minimalna mejna vrednost padavin 30 mm, ima vlažno subtropsko podnebje (Cfa), glede na minimalno mejno vrednost padavin 40 mm, pa mediteransko podnebje s toplimi poletji (Csa), čeprav je proti severu podnebje bolj oceansko.
Poleti je vreme vroče in vlažno, s povprečno julijsko in avgustovsko temperaturo 23 °C. Poletja so razmeroma suha, čeprav je količina padavin precejšnja. Izjemno visoke temperature so redke, saj se preko 32 °C dvignejo v povprečju samo pet dni letno. Zimsko vreme je hladno, mokro in pogosto sneženo, s povprečno januarsko in februarsko temperaturo 4 °C. Snežne padavine so obilne, vendar snežna odeja in temperature pod lediščem redko trajajo več kot nekaj dni. Pomladi in jeseni so mile, toda nepredvidljive in pogosto mokre. Dnevi so hladni do topli, noči pa vedno hladne.
Vlažnost zraka je vztrajno visoka in lahko zaostri sicer zmerno poletno vročino. Še posebno visoka je v jutranjih urah, ko relativna vlažnost na splošno doseže 80 %, zato je megla dokaj pogosta. Mesto ima v povprečju kar 228 meglenih dni na leto, predvsem v zimskih mesecih. Megla se proti poldnevu običajno razkroji. Nevihte so redke in se pojavijo samo 23 dni na leto. Najpogostejše so poleti in zgodaj jeseni. Carigrad ima v povprečju 124 dni z znatnimi padavinami letno, ki skupaj nanesejo kakšnih 844 mm dežja. Najvišja dokumentirana temperatura je dosegla 40,5 °C julija 2000, najnižja pa -16,1 ° C 9. februarja 1927. Carigrad je tudi precej vetroven s povprečno hitrostjo vetra 18 km/h. Zaradi izredne velikosti, razgibane topografije in vpliva morja ima mesto številne različne mikroklime.
| Mesec     | Najvišja temperatura | Najvišja temperatura | Najnižja temperatura | Najnižja temperatura | Št. deževnih dni | Št. sončnih dni |
|           | Povprečna            | Najvišja             | Povprečna            | Najnižja             |                  |                 |
| --------- | -------------------- | -------------------- | -------------------- | -------------------- | ---------------- | --------------- |
| Januar    | 9                    | 19                   | 3                    | {\displaystyle -}13  | 18               | 2,6             |
| Februar   | 9                    | 24                   | 2                    | {\displaystyle -}16  | 15               | 3,3             |
| Marec     | 11                   | 27                   | 3                    | {\displaystyle -}11  | 14               | 4,4             |
| April     | 16                   | 33                   | 7                    | {\displaystyle -}2   | 9                | 6,6             |
| Maj       | 21                   | 34                   | 12                   | 2                    | 8                | 8,9             |
| Junij     | 26                   | 37                   | 16                   | 6                    | 5                | 10,8            |
| Julij     | 29                   | 39                   | 18                   | 11                   | 4                | 11,7            |
| Avgust    | 29                   | 41                   | 20                   | 10                   | 3                | 11,3            |
| September | 25                   | 38                   | 15                   | 6                    | 6                | 8,5             |
| Oktober   | 21                   | 33                   | 12                   | 3                    | 10               | 6,2             |
| November  | 15                   | 27                   | 9                    | {\displaystyle -}7   | 13               | 4,6             |
| December  | 11                   | 22                   | 5                    | {\displaystyle -}12  | 17               | 2,3             |

## Prebivalstvo
| Prebivalstvo Carigrada |                     |      |                     |
| Leto                   | Število prebivalcev | Leto | Število prebivalcev |
| 330                    | 40.000              | 1914 | 909.978             |
| 400                    | 200.000             | 1927 | 680.857             |
| 530                    | 550.000             | 1935 | 741.148             |
| 545                    | 350.000             | 1940 | 793.949             |
| 715                    | 300.000             | 1945 | 860.558             |
| 950                    | 400.000             | 1950 | 983.041             |
| 1200                   | 250.000             | 1955 | 1.268.771           |
| 1453                   | 36.000              | 1960 | 1.466.535           |
| 1477                   | 70.000              | 1965 | 1.742.978           |
| 1566                   | 600.000             | 1970 | 2.132.407           |
| 1690                   | 750.000–800.000     | 1975 | 2.547.364           |
| 1817                   | 500.000             | 1980 | 2.772.708           |
| 1860                   | 715.000             | 1985 | 5.475.982           |
| 1885                   | 873.570             | 1990 | 6.629.431           |
| 1890                   | 874.000             | 2000 | 8.803.468           |
| 1897                   | 1.059.000           | 2007 | 11.372.613          |
| 1901                   | 942.900             | 2010 | 13.120.596          |

Število prebivalcev metropole se je v 25 letih od leta 1980 do 2005 več kot potrojilo. Približno 70 % prebivalcev živi v evropskem, 30 % pa v azijskem delu mesta. Zaradi velike nezaposlenosti v jugovzhodnem delu Turčije se je veliko prebivalcev iz teh regij preselilo v Carigrad in se naselilo na obrobjih mesta. Priseljevanje povzroča stalno rast na črno zgrajenih obrobnih naselij (gecekondu).
Po podatkih turškega statističnega urada je imela mestna občina (se pravi cela provinca) leta 2010 13.255.685 prebivalcev, kar uvršča Carigrad med največja mesta na svetu. Ob popisu prebivalstva leta 2000 je imel 8.803.468 prebivalcev. Trenutne ocene kažejo, da je letna rast števila prebivalcev v povprečju 3,45 %, predvsem zaradi priseljevanja s podeželja. Gostota prebivalstva je 2.742 prebivalcev na kvadratni kilometer, kar daleč presega turško povprečje z 81 prebivalci na kvadratni kilometer.
V srednjem veku je bil Carigrad največje, v večjem delu svoje zgodovine pa tudi najpomembnejše mesto na svetu. Izjema je bilo obdobje propadanja Bizantinskega cesarstva pred osmansko zasedbo. Zaradi njegovega pomembnega geopolitičnega položaja so se vanj priseljevale etnične skupine iz cele Evrope, Azije in Afrike ter se postopoma asimilirale z lokalnim grškim in kasneje turškim prebivalstvom.
Na začetku 20. stoletja je bil Carigrad zelo multikulturno mesto, v katerem je živelo več kot 100.000 Grkov. V celi Anatoliji je živelo še preko 1,5 milijona Grkov. Zaradi pomembne vloge v turškem gospodarstvu so bili Grki, ki so živeli v mestu pred 30. oktobrom 1918, izključeni iz zamenjave prebivalstva leta 1923. Zaradi davka na premoženje, ki je bil uveden leta 1942, carigrajskega pogroma leta 1955, izgonov leta 1964 in ciprske krize leta 1974, se je število Grkov izjemno zmanjšalo, tako da danes v mestu živi samo še kakšnih 2.000, večinoma starejših prebivalcev.
Stanje števila prebivalcev je prikazano v preglednici. Število prebivalcev do leta 1914 se od ene do druge raziskave razlikuje do 50 %. Števila od leta 1927 do 2000 so rezultat popisov prebivalstva. Števili za leto 2005 in 2006 sta rezultat računalniške simulacije. Podvojitev števila prebivalcev od leta 1980 do 1985 je rezultat naravnega prirastka in širitve meja mesta.

### Verstva
Najštevilčnejša verska skupina so muslimani, med katerimi je največ sunitov, mnogo pa je tudi alevijev. Leta 2007 je bilo v mestu 2994 aktivnih mošej.
Pomembnejše verske manjšine so grški pravoslavni kristjani, armenski kristjani, sirski vzhodni pravoslavni kristjani, katoliški levantinci in sefardski Judje. Po popisu prebivalstva leta 2000 je bilo v Carigradu 2691 aktivnih mošej, 123 aktivnih cerkva in 26 aktivnih sinagog ter 109 muslimanskih in 57 nemuslimanskih pokopališč. V nekaterih delih mesta je število prebivalcev iz nemuslimanskih etničnih skupin znatno: v Kumkapıju je veliko Armencev, v Balatu veliko Judov, v Fenerju in Samatyi veliko Grkov, v nekaterih delih Nişantaşıja in Beyoğluja pa veliko levantinskih kristjanov. V nekaterih četrtih, na primer v Kuzguncuku, je prebivalstvo zelo raznoliko, tako da stoji armenska cerkev poleg sinagoge, na drugi strani ceste pa pravoslavna cerkev poleg mošeje.
Sedež ekumenskega konstantinopelskega patriarha, ki je obenem patriarh avtokefalne Grške pravoslavne cerkve, je v četrti Fener. V Carigradu imajo sedež tudi nadškof Turške pravoslavne cerkve, armenski nadškof in turški veliki rabin. Na številnih krajih so še vedno sledovi tudi drugih skupnosti, ki so nekoč živele v Carigradu. Med njimi so najopaznejše albanska vas Arnavutköy, poljska vas Polonezköy in Yenibosna (Nova Bosna).
Carigrad je bil od leta 1517 do 1924 zadnji sedež Islamskega kalifata, ki je bil po ustanovitvi republike razpuščen. Njegove pristojnosti je prevzel turški parlament. 2. septembra 1925 so bile razpuščene tudi tekije in tarikat, ker njihove dejavnosti niso bile združljive s sekularno demokratično republiko, predvsem z njenim šolskim sistemom. Nadzor nad verskimi zadevami je prevzel državni Direktorat za verska vprašanja. Večina sufistov in pripadnikov drugih oblik islamskega misticizma je še naprej v tajnosti opravljala svoje obrede in nekatere sekte imajo še danes veliko privržencev. Da bi se izognili še vedno veljavni prepovedi, sami sebe razglašajo za kulturna društva.
V mestu je že od 4. stoletja sedež ekumenskega konstantinopelskega patriarhata, sedež avtokefalnega turškega pravoslavnega patriarhata in armenskega patriarhata. Do priznanja avtokefalnosti je bil v njem tudi sedež okrnjenega bolgarskega pravoslavnega eksarhata.
Vsakdanje življenje kristjanov, predvsem Grkov in Armencev, se je zelo spremenilo zaradi sporov med temi etničnimi skupnostmi in Turki med propadanjem Osmanskega cesarstva, ki se je začelo v 1820. letih in trajalo sto let. Spori so dosegli višek med letoma 1912 in 1922, se pravi med balkanskimi vojnami, prvo svetovno vojno in turško vojno za neodvisnost. V obdobju od leta 1914 do 1927 se je število krščanskih prebivalcev zmanjšalo s 450.000 na 240.000. Večina sedanjega grškega in armenskega prebivalstva živi v Carigradu in njegovi okolici. Trenutno je v mestu približno 45.000 Armencev, h katerim ni prištetih skoraj 40.000 armenskih delavcev, ki so prišli iz Armenije na začasno delo v Turčijo po letu 1991 in živijo večinoma v Carigradu. Grška skupnost, ki je leta 1924 štela 150.000 prebivalcev, sedaj šteje komaj 2.000-4.000 prebivalcev. V mestu je uradno tudi 60.000 Grkov, ki živijo v Grčiji, vendar so obdržali turško državljanstvo.
Sefardski Judi živijo v mestu preko 500 let. Njihovi predniki so pribežali z Iberskega polotoka med špansko inkvizicijo leta 1492, ker bi se morali po padcu mavrskega kraljestva Al Andaluz pokristjaniti. Sultan Bajazid II. (1481-1512) je ponje poslal veliko ladjevje pod poveljstvom admirala Kemala Reisa. 200.000 Judov je najprej pobegnilo v Tanger, Alžir, Genovo in Marseille, od tam v Solun in nazadnje v Carigrad. Sultan je dal zavetje več kot 93.000 beguncem. Druga velika skupina sefardskih Judov je prišla iz južne Italije, ki je bila takrat v španski posesti. Italijansko sinagogo (İtalyan Sinagogu) v Carigraduu najpogosteje obiskujejo prav potomci teh italijanskih Judov.
Na začetku 20. stoletja je bilo v Carigradu več kot 200.000 Judov. Med nastajanjem Turške republike in spremljajočim nacionalizmom je mnogo Judov skupaj z drugimi manjšinami emigriralo. Leta 1934 je bil velik pogrom, leta 1942 pa je bil uveden davek na premoženje (Varlık Vergisi), ki sta, poleg bombnih napadov na sinagoge, pospešila njihovo odseljevanje. Po podatkih Svetovnega judovskega kongresa je v Turčiji ostalo 23.000 Judov, večinoma v Carigradu. V mestu je približno 20 sinagog, med katerimi je najpomembnejša Neve Shalom v okrožju Beyoğlu, ki je bila posvečena leta 1951.

## Arhitektura
Carigrad je znan predvsem po svoji bizantinski in osmanski arhitekturi. Kljub razvoju kot turško mesto od leta 1453 vsebuje veliko antičnih, rimskih, bizantinskih, krščanskih, muslimanskih in judovskih spomenikov.
Neolitska naselbina v četrti Yenikapı na evropski strani, ki sega v ok. 6500 pred našim štetjem in približno tisočletje pred nastankom Bosporja (ko je bilo Marmarsko morje še jezero) je bilo odkrito med gradnjo železniškega predora Marmaray. Je najstarejša znana človeška naselbina na evropski strani mesta. Najstarejša znana človeška naselbina na azijski strani je gomila Fikirtepe v bližini Kadıköya, z ostanki iz ok. 5500-3500 pred našim štetjem (bakrena doba).
V mestu so številni antični spomeniki. Najstarejši je obelisk Tutmozisa III. (Teodozijev obelisk). Zgrajen iz rdečega granita, visok 31 m, prihaja iz templja Karnak v Luksorju in ga je tam postavil faraon Tutmozis III. (vladal 1479–1425 pr. n. št.) južno od sedmega stebra. Rimski cesar Konstancij II. (vladal 337–361 n. št.) je dal tega in še en obelisk prepeljati po reki Nil v Aleksandrijo v počastitev njegovih ventennalia ali 20 let na prestolu leta 357. Drugi obelisk je bil postavljen v Circus Maximus v Rimu jeseni istega leta in je zdaj znan kot Lateranski obelisk. Obelisk, ki je postal Teodozijev obelisk, je ostal v Aleksandriji do leta 390 n. št., ko ga je Teodozij I. (vladal 379–395 n. št.) dal prepeljati v Konstantinopel in postaviti na tamkajšnji hipodrom. Ob ponovni postavitvi na hipodromu v Konstantinoplu je bil obelisk nameščen na okrasnem podstavku z reliefi, ki prikazujejo Teodozija I. in njegove dvorjane. Spodnji del obeliska je bil poškodovan v antiki, verjetno med prevozom v Aleksandrijo leta 357 n. št. ali med njegovo ponovno postavitvijo na hipodromu v Konstantinoplu leta 390. Zaradi tega je trenutna višina obeliska le 18,54 metra oziroma 25,6 metra, če upoštevamo podstavek. Med štirimi vogali obeliska in podstavkom so štiri bronaste kocke, uporabljene pri njegovem transportu in ponovni postavitvi.
Naslednji po starosti je Kačji steber iz leta 479 pr. n. št.. Iz Delfov so ga prinesli leta 324 n. št., med vladavino Konstantina Velikega, in prav tako postavili na spino hipodroma. Prvotno je bil del starogrškega žrtvenega trinožnika v Delfih, ki je bil postavljen v spomin na Grke, ki so se borili in porazili perzijsko vojsko v bitki pri Platajah (479 pr. n. št.). Tri kačje glave 8-metrskega visokega stebra so ostale nedotaknjene do konca 17. stoletja (ena je na ogled v bližnjem Carigrajskem arheološkem muzeju).
Zgrajen iz porfirja in postavljen v središču Konstantinovega foruma leta 330 n. št., da bi obeležil ustanovitev nove rimske prestolnice, je bil Konstantinov steber prvotno okrašen s skulpturo rimskega cesarja Konstantina Velikega, upodobljenega kot solarni bog Apolon, na njegovem vrhu, ki je padel leta 1106 in je bil pozneje zamenjan s križem med vladavino bizantinskega cesarja Manuela I. Komnena (vladal 1143–1180).
Po vsem mestu so sledovi bizantinskega obdobja, od starodavnih cerkva, ki so bile zgrajene nad zgodnjekrščanskimi zbirališči, kot je Hagija Irene, cerkev Hora, samostan Stoudios, cerkev sv. Sergija in Bakha, samostan Device Pammakaristos, samostan Pantokratorja, samostan Kristusa Pantepoptesa, Hagia Teodozija, cerkev Device Kiriotis, samostan Constantina Lipsa, cerkev Myrelaion itd.; do palač, kot so Muzej mozaikov Velike palače, Porfirogenetova palača, Bukoleonova palača in palača Blaherne; ter druga javna mesta in stavbe, kot so Konstantinopelski hipodrom, Avgustaion, Cisterna bazilika, Teodozijeva cisterna, Filoksenova cisterna in Hebdomonova cisterna, Valensov akvadukt, Anemasova ječa, Konstantinopelsko obzidje in Porta Aurea (Zlata vrata), med številnimi drugimi. Teodozijevo pristanišče iz 4. stoletja v Yenikapıju, nekoč najbolj obremenjenem pristanišču v Konstantinoplu, je bilo med številnimi arheološkimi odkritji, do katerih je prišlo med izkopavanjem predora Marmaray.
Vendar pa je Hagija Sofija tista, ki v celoti izraža obdobje Konstantinopla kot mesta brez para v krščanstvu. Hagija Sofija, na vrhu katere je kupola s premerom 31 metrov nad kvadratnim prostorom, ki ga opredeljujejo štirje loki, je vrhunec bizantinske arhitekture. Hagija Sofija je bila največja stolnica na svetu, dokler je v 15. stoletju niso spremenili v mošejo. Minareti so iz tega obdobja. Zaradi njenega zgodovinskega pomena so jo leta 1935 ponovno odprli kot muzej. Vendar so jo julija 2020 ponovno spremenili v mošejo.
V naslednjih štirih stoletjih so Osmani preoblikovali mestno pokrajino Carigrada z obsežnim gradbenim načrtom, ki je vključeval gradnjo visokih mošej in okrašenih palač. Mošeja Sultana Ahmeda (Modra mošeja), še ena znamenitost mesta, je obrnjena proti Hagiji Sofiji na trgu Sultanahmet (hipodrom v Konstantinoplu). Mošejo Sulejmanija, ki jo je zgradil Sulejman Veličastni, je zasnoval njegov glavni arhitekt Mimar Sinan, najslavnejši od vseh osmanskih arhitektov, ki je zasnoval številne znane mestne mošeje in druge vrste javnih stavb in spomenikov.
Med najstarejšimi ohranjenimi primeri osmanske arhitekture v Carigradu sta trdnjavi Anadolu Hisarı in Rumeli Hisarı, ki sta pomagali Osmanom med obleganjem mesta. V naslednjih štirih stoletjih so Osmani naredili neizbrisen vtis na obzorju Carigrada, saj so zgradili visoke mošeje in okrašene palače.
Palača Topkapi iz leta 1465 je najstarejši ohranjeni sedež vlade v Carigradu. Mehmed II. je zgradil prvotno palačo kot svojo glavno rezidenco in sedež vlade. Sedanja palača je rasla skozi stoletja kot niz dodatkov, ki so obsegali štiri dvorišča in združevali neoklasicistične, rokokojske in baročne arhitekturne oblike. Leta 1639 je Murat IV. naredil nekaj najrazkošnejših dodatkov, vključno z Bagdadskim kioskom, v spomin na njegovo osvojitev Bagdada prejšnje leto. Tu so potekala vladna srečanja do leta 1786, ko je bil sedež vlade prestavljen v Visoko pristanišče. Po nekaj sto letih kraljeve rezidence je bila leta 1853 opuščena v korist baročne palače Dolmabahçe. Palača Topkapi je po odpravi monarhije leta 1922 postala javna last. Po obsežni prenovi je leta 1924 postala eden prvih turških nacionalnih muzejev.
Cesarske mošeje so mošeja v Fatihu, mošeja sultana Bajazida II., mošeja Yavuza Selima, mošeja Sulejmanija, mošejo sultana Ahmeda (Modra mošeja) in mošeja Yeni, ki so bile vse zgrajene na vrhuncu Osmanskega cesarstva v 16. in 17. stoletju. V naslednjih stoletjih, zlasti po tanzimatskih reformah, so osmansko arhitekturo izpodrinili evropski slogi. Primer tega je cesarska mošeja Nuruosmaniye. Območja okoli avenije İstiklal so bila polna velikih evropskih veleposlaništev in nizov stavb v neoklasicističnem, renesančnem in secesijskem slogu, ki so vplivali na arhitekturo različnih struktur v Beyoğluju - vključno s cerkvami, trgovinami in gledališči - in uradnimi stavbami, kot je palača Dolmabahçe.

## Kultura
Carigrad je mesto, v katerem so se mešale razne kulture in verstva, zato je v njem veliko število zgodovinskih cerkva, mošej, sinagog in palač.

### Muzeji
Najbolj znani carigrajski muzeji so Hagija Sofija, bivša sultanova palača Topkapi (Topkapı Sarayı), cerkev Hora, Arheološki muzej, Muzej turške in islamske umetnosti, muzej sodobne umetnosti in palača Dolmabahçe (Dolmabahçe Sarayı).
V muzeje so preurejene tudi pomožne zgradbe več mošej, ki omogočajo vpogled v osmansko obdobje mesta.

### Stavbe

#### Bizantinski Konstantinopel do leta 1453
V današnjem Carigradu je še vedno mogoče najti številne stavbe iz bizantinskega obdobja, med katerimi so najbolj ohranjene
- hipodrom (At Meydanı), zgrajen leta 203
- Konstantinov forum (Çemberli Taş), zgrajen leta 328
- Valensov akvadukt (Bozdoğan Kemeri), zgrajen leta 368
- Teodozijevo obzidje, zgrajeno leta 424
- obmorsko obzidje, zgrajeno leta 439
- razni drugi zgodovinski spomeniki, na primer 20 m visoki obelisk Tutmozisa III., pripeljan iz Egipta
- Cisterna bazilika (Yerebatan Sarnıcı) iz 6. stoletja

Nekatere cerkve so skoraj nedotaknjene, ker so jih preuredili v mošeje in nato v muzeje:
- Hagija Sofija ali cerkev sv. Modrosti (turško Ayasofya Camii), zgrajena leta 537
- cerkev Pammakaristós (Fethiye Camii), zgrajena v 11. ali 12. stoljetju
- poznobizantinska cerkev Hora (Kariye Camii) z videzom iz 14. stoletja
- Hagija Irene ali cerkev sv. Irene (Aya İrini), katere niso spremenili v mošejo, ampak v orožarno.

#### Osmanski Carigrad
Mehmed II. in njegovi dostojenstveniki so takoj po osvojitvi mesta želeli spremeniti njegov videz in s tem pokazati svojo moč in vero. Ker so občudovali grško arhitekturo mesta, so za preurejanje zgradb zadolžili arhitekta Mimarja Sinana, ki je bil po rodu Grk ali Armenec in je kasneje razvil poseben osmanski arhitekturni slog.
Od 18. stoletja dalje so v mesto začeli vdirati zahodnjaški slogi, na primer barok (Lâleli Camii), klasicizem in art nouveau (Kamondo Merdivenleri, Beyoğlu). V času Turške republike se je pojavilo tako imenovano prvo nacionalno arhitekturno gibanje.
Osmanska arhitektura je najbolj opazna na palačah in rezidencah, mošejah in njihovih pomožnih zgradbah, velikih trgovinah in prenočiščih, bazarjih ter okrasnih in namenskih stavbah.

##### Rezidence
- palača Topkapi (Topkapı Sarayı) je bila do leta 1856 prebivališče (harem) sultanove družine in sedež vlade (divan) in zato tudi središče osmanske oblasti in moči. Zgrajena je na skrajnem koncu polotoka med Zlatim rogom, Bosporjem in Marmarskim morjem. Sedaj je ena največjih carigrajskih turističnih zanimivosti.
- palača Dolmabahçe (Dolmabahçe Sarayı), grajena od leta 842 do 1853, je bila od leta 1856 upravno središče Osmanskega cesarstva. Zgrajena je na evropski strani mesta, s čimer je hotel sultan prikazati svojo pripadnost Evropi.

##### Mošeje (Camii)
Sultani, vezirji in drugi premožni dostojanstveniki so običajno bogato financirali gradnjo mošej. Veliko mošej je zgrajenih po vzoru Hagije Sofije.
Prostor za molitev v mošeji je običajno obdan z dvoriščem (avlu) in kompleksom stavb (külliye), med katere sodijo šola (medresa), ki je lahko služila kot osnovna (mektep), teološka ali medicinska šola in je imela pripadajoče bivalne prostore (hücre), bolnišnica (dar-üş-şifa), hospicij (tabhane), ljudska kuhinja (imaret), knjižnica (kütüphane), prenošišča (karavanseraj), javno kopališče (hamam), grobnice (türbe), ponekod tudi observatorij za koledarske izračune, povezane z vero (muvakkithane).
Tipične mošeje iz posameznih obdobij so:
- iz zgodnjega osmanskega obdobja:
  - mošeja Mahmuta paše - Mahmut Paşa Camii, najstarejša mošeja, zgrajena leta 1462
  - mošeja sultana Bajazida II. - Sultan Beyazıt Camii, najstarejša sultanova mošeja, zgrajena leta 1506
- mošeje arhitekta Sinana:
  - İskele Camii v Üsküdarju, prva Sinanova mošeja, zgrajena leta 1548
  - mošeja Şehzade - Şehzade Camii, Sinanovo začetniško delo, zgrajena leta 1548
  - Sulejmanija - Sultan Süleyman Camii, Sinanovo delo iz leta 1557
  - mošeja Rustema paše - Rüstem Paşa Camii, darilo velikih vezirjev leta 1561
  - Piyale Paşa Camii, zgrajena leta 1578
- iz kasnejšega obdobja:
  - Nova mošeja Yeni Camii, zgrajena v letih 1597-1663
  - Modra mošeja, Sultan Ahmet Camii, zgrajena leta 1617
  - mošeja sultana Mehmeta Fatiha, zgrajena po potresu leta 1766
  - mošeja sultana Eyüpa, zasnovana leta 1458, zgrajena v novem slogu leta 1798-1800
- iz osmanskega baroka:
  - Nuru Osmaniye Camii, kupolasta zgradba, prvotno iz belega marmorja s polkrožnim dvoriščem, zgrajena leta 1755
  - Lâleli Camii, dokončana leta 1763 in obnovljena po potresu leta 1783, baročna mošeja v majhnim bazarjem v kleti
  - Nusretiye Camii, mošeja za vojake, zgrajena leta 1826 ob nekdanji vojašnici
  - Dolmabahçe Camii ob istoimenski palači na obali Bosporja, zgrajena leta 1853

##### Tržnice (Çarşı)
- Veliki bazar (Kapalıçarşı)
- Egiptovski bazar (Mısır Çarşısı)
- Knjižna tržnica (Sahaflar Çarşısı)
- Valide Hanı
- Rüstem Paşa Hanı

##### Trdnjavi (Hisarı)
- Yedikule (»Dvorec s sedmimi stolpi«) na južnem koncu Teodozijevega obzidja
- Rumeli Hisarı in Anadolu Hisarı ob Bosporju

##### Stolpi (Kulesi)
- Galatski stolp
- Bajazidov stolp
- Leandrov stolp (Kız kulesi) na bosporskom otoku, kod Üsküdara

##### Most (Köprüsü)
- Galatski most, od leta 1845 do 1912 večkrat obnovljen

##### Železniški postaji (Garı)
- Sirkeci Garı, evropska glavna železniška postaja
- Haydarpaşa Garı, azijska glavna železniška postaja